# Marion van de Kamp

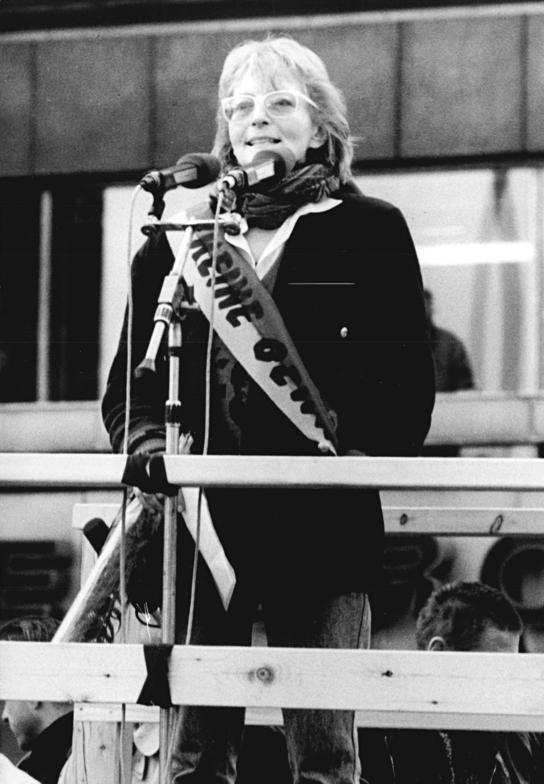
Marion van de Kamp während ihrer Rede auf der Alexanderplatz-Demonstration am 4. November 1989 in Berlin

Marion van de Kamp (* 24. Oktober 1925 in Barmen (heute Wuppertal); † 28. Mai 2022) war eine deutsche Schauspielerin und Fernsehansagerin.

## Leben
Nach kurzer Ausbildung an der Schauspielschule in Dresden spielte die aus einer niederländischen Familie stammende van de Kamp am Meininger Theater, dann in Görlitz, Plauen, Schwerin und Leipzig. Hier wurde sie 1953 für den Deutschen Fernsehfunk entdeckt und bildete mit drei männlichen Kollegen das erste feste Fernsehensemble. Ebenfalls 1953 übernahm sie zusammen mit drei anderen Schauspielerinnen die Fernsehansagen.
Sie wirkte in zahlreichen Fernsehspielen mit, unter anderem als Frau Werdenfels in einer Fernsehbearbeitung von Frank Wedekinds Theaterstück Der Marquis von Keith. Andere wichtige Rollen waren Lady Milford in der DEFA-Literaturverfilmung von Kabale und Liebe (1959) und die Mätresse Augusts des Starken in Mir nach, Canaillen! (1964). Neben Armin Mueller-Stahl stand sie in der Agentenreihe Das unsichtbare Visier vor der Kamera.
Von 1955 bis 1991 gehörte sie  zum Ensemble der Volksbühne Berlin. In ihrer Antrittsrolle spielte sie die junge Lehrerin Nelly in Ulrich Bechers deutsch-amerikanischer Chronik Feuerwasser. Seit 1991 war sie beim Berliner Theater im Palais fester Gast und Mitgesellschafterin.
Marion van de Kamp war mit dem Schauspieler Peter Brang (1897–1983) verheiratet, ihre letzte Ruhestätte befindet sich auf dem Friedhof Biesdorf.

## Filmografie (Auswahl)
- 1955: Star mit fremden Federn
- 1959: Kabale und Liebe
- 1962: Mord in Gateway
- 1963: For Eyes Only
- 1963: Die Spur führt in den 7. Himmel (Fernsehfilm in fünf Teilen)
- 1964: Mir nach, Canaillen!
- 1966: Lebende Ware
- 1966: Die Jagdgesellschaft (Fernsehfilm)
- 1969: Projekt Aqua
- 1970: Botschafter morden nicht (TV-Dreiteiler)
- 1974: Die Frauen der Wardins (Fernseh-Dreiteiler)
- 1974: Polizeiruf 110: Lohnraub (TV-Reihe)
- 1975: Eine Stunde Aufenthalt
- 1975–77: Das unsichtbare Visier (Serie)
- 1976: Hostess
- 1978: Clavigo (TV-Studioaufzeichnung)
- 1980: Kunstraub
- 1980: Der Staatsanwalt hat das Wort: Nach der Scheidung (TV-Reihe)
- 1982: Familie Rechlin (TV-Zweiteiler)
- 1983: Der Staatsanwalt hat das Wort: Nur einen Schluck (TV-Reihe)
- 1984: Polizeiruf 110: Im Sog (TV-Reihe)
- 1985: Der Staatsanwalt hat das Wort: Hubertusjagd (TV-Reihe)
- 1986: Schauspielereien: Balancen (TV-Reihe)
- 1986: Polizeiruf 110: Das habe ich nicht gewollt (TV-Reihe)
- 1987: Käthe Kollwitz – Bilder eines Lebens
- 1987: Sachsens Glanz und Preußens Gloria (TV-Mehrteiler)
- 1989: Der Staatsanwalt hat das Wort: Noch nicht zu Hause (TV-Reihe)
- 1991: Agentur Hert, Folge: Opfer für die Kunst (TV-Serie)
- 1994: Ihre Exzellenz, die Botschafterin (TV-Serie)
- 1995: Zwei Männer und die Frauen (TV-Serie)
- 1997: Parkhotel Stern, Folge: Champagner am Nachmittag (TV-Serie)
- 2002: St. Angela, Folge: Hast du Töne (TV-Serie)
- 2003: Der letzte Zeuge, Folge: Der Tag, an dem ein Vogel vom Himmel fiel (TV-Serie)
- 2005: Kanzleramt, Folge: Staatsbesuch (TV-Serie)
- 2008: SOKO Wismar, Folge: Die Schläfer (TV-Serie)
- 2008: Mamas Flitterwochen
- 2012: Bis zum Horizont, dann links!

## Theater
- 1950: Oleksandr Kornijtschuk: Das Holunderwäldchen (Nadjeshda) – Regie: Hannes Fischer (Mecklenburgisches Staatstheater Schwerin)
- 1956: Ulrich Becher: Feuerwasser (Nelly) – Regie: Fritz Wisten (Volksbühne Berlin)
- 1956: William Shakespeare: Ein Sommernachtstraum (Helena) – Regie: Fritz Wisten (Volksbühne Berlin)
- 1960: Lajos Mesterházi: Menschen von Budapest – Regie: Fritz Wisten (Volksbühne Berlin)
- 1961: Friedrich Wolf: Beaumarchais oder Die Geburt des Figaro (Marie-Antoinette) – Regie: Rudi Kurz (Volksbühne Berlin)
- 1961: Euripides: Die Troerinnen (Andromache) – Regie: Fritz Wisten (Volksbühne Berlin)
- 1961: Hedda Zinner: Ravensbrücker Ballade (Camille) – Regie: Fritz Wisten (Volksbühne Berlin)
- 1962: Gerhart Hauptmann: Florian Geyer (Frau Grumbach) – Regie: Wolfgang Heinz (Volksbühne Berlin)
- 1962: Gotthold Ephraim Lessing: Emilia Galotti (Orsina) – Regie: Gerd Klein (Volksbühne Berlin)
- 1963: Lope de Vega: Ritter vom Mirakel (Kurtisane) – Regie: Fritz Bennewitz (Volksbühne Berlin)
- 1964: John Boynton Priestley: Die skandalöse Affäre von Mr. Kettle und Mrs. Moon (Mrs. Moon) – Regie: Hans-Joachim Martens  (Volksbühne Berlin – Theater im III. Stock)
- 1965: Friedrich Dürrenmatt: Der Besuch der alten Dame (Frau Ill) – Regie: Fritz Bornemann (Volksbühne Berlin)
- 1967: Peter Weiss: Marat (Simonne) – Regie: Fritz Bornemann (Volksbühne Berlin)
- 1967: Helmut Baierl: Mysterium Buffo – Variante für Deutschland (Maitresse) – Regie: Wolfgang Pintzka (Volksbühne Berlin)
- 1967: Friedrich Schiller: Kabale und Liebe (Mutter Miller) – Regie: Hans-Joachim Martens (Volksbühne Berlin)
- 1968: Friedrich Schiller: Maria Stuart (Königin) – Regie: Fritz Bornemann (Volksbühne Berlin)
- 1974: István Örkény: Katzenspiel (Paula) – Regie: Brigitte Soubeyran (Volksbühne Berlin)
- 1980: Ivan Radoev: Die Menschenfresserin (Ältere Fleischeslustige) – Regie: Fritz Bornemann (Volksbühne Berlin)
- 1985: Eldar Rjasanow/Emil Braginsky: Garage – Regie; Harald Warmbrunn (Volksbühne Berlin)
- 1990: Ljudmila Petruschewskaja: Drei Mädchen in Blau (Ältere Dame) – Regie: Barbara Abend (Theater im Palast)

## Hörspiele
- 1958: Pavel Kohout: So eine Liebe (Lida Petrus) – Regie: Erich-Alexander Winds (Hörspiel – Rundfunk der DDR)
- 1960: Hans Pfeiffer: Zwei Ärzte (Ireene Bell) – Regie: Richard Hilgert (Kriminalhörspiel – Rundfunk der DDR)
- 1961: Rolf Schneider: Prozeß Richard Waverly (Mrs. Waverly) – Regie: Otto Dierichs (Hörspiel – Rundfunk der DDR)
- 1961: Anton Tschechow: Das schwedische Zündholz – Regie: Peter Brang (Rundfunk der DDR)
- 1962: Gerhard Stübe: Das Südpoldenkmal (Antragsstellerin) – Regie: Fritz Göhler (Hörspiel – Rundfunk der DDR)
- 1964: William Shakespeare: Macbeth (Lady Macbeth) – Regie: Fritz Göhler (Hörspiel – Rundfunk der DDR)
- 1965: Vercors: Zoo oder Der menschenfreundliche Mörder (Lady Draper) – Regie: Edgar Kaufmann (Rundfunk der DDR)
- 1966: Denis Diderot: Die Nonne – Regie: Edgar Kaufmann (Hörspiel – Rundfunk der DDR)
- 1968: Giles Cooper: Die unverdauliche Auster – Regie: Wolfgang Brunecker (Hörspielkomödie – Rundfunk der DDR)
- 1969: Wilfried Schilling: Kellergespräche (Frau Felby) – Regie: Joachim Staritz (Hörspiel – Rundfunk der DDR)
- 1970: Rolf Schneider: Platanenstraße 10 (Frau Winter) – Regie: Werner Grunow (Hörspiel – Rundfunk der DDR)
- 1971: Maximilian Scheer: Der Weg nach San Rafael – Regie: Wolfgang Schonendorf (Hörspiel – Rundfunk der DDR)
- 1971: Heinrich Mann: Die Jugend des Königs Henri Quatre – Regie: Fritz Göhler (Hörspiel – Rundfunk der DDR)
- 1973: Honoré de Balzac: Der Ehevertrag – Regie: Horst Liepach (Hörspiel (3 Teile) – Rundfunk der DDR)
- 1973: Hans Christian Andersen: Die wilden Schwäne (Königin) – Regie: Edgar Kaufmann, Barbara Plensat (Kinderhörspiel – Litera)
- 1976: Johann Nestroy: Der böse Geist Lumpacivagabundus oder Das liederliche Kleeblatt (Fortuna) – Regie: Maritta Hübner (Hörspiel – Rundfunk der DDR)
- 1978: Erika Runge: Die Verwandlungen einer fleißigen, immer zuverlässigen und letztlich unauffälligen Chefsekretärin (Chefsekretärin) – Regie: Peter Groeger (Hörspiel – Rundfunk der DDR)
- 1978: Klaus G. Zabel: Verjährte Fristen – Regie: Achim Scholz (Kriminalhörspiel – Rundfunk der DDR)
- 1979: Horst G. Essler: Roboter weinen nicht (Mrs. Birdcook) – Regie: Fritz-Ernst Fechner (Kriminalhörspiel – Rundfunk der DDR)
- 1980: Dorothy L. Sayers: Der Verdacht (Mrs. Welbek) – Regie: Werner Grunow (Kriminalhörspiel – Rundfunk der DDR)
- 1980: Lia Pirskawetz: Stille Post (Fräulein von Putten) – Regie: Horst Liepach (Biografie – Rundfunk der DDR)
- 1980: Fritz Rudolf Fries: Der fliegende Mann – Regie: Horst Liepach (Biographie – Rundfunk der DDR)
- 1982: Brüder Grimm: Das singende springende Löweneckerchen (Sonne) – Regie: Jürgen Schmidt (Kinderhörspiel – Litera)
- 1990: Lewis Carroll: Alice im Wunderland (Herzkönigin) – Regie: Dieter Wardetzky (Kinderhörspiel – Litera)